# Santa de Vilar
Gregória, popularmente conocida como Santa Gregória o Santa de Vilar (28 de noviembre de 1799 – 14 de septiembre de 1818), fue una mujer  portuguesa cuyo cuerpo fue encontrado incorrupto en 1869. Fue considerada por la devoción popular como una santa y su centro de devoción se ubica en Vilar de Andorinho, en Vila Nova de Gaia, en el distrito de Oporto.